# Warlord
Warlord, deutsch auch Kriegsfürst, bezeichnet einen militärischen Anführer, der unabhängig von der Staatsmacht den Sicherheitssektor eines Landesteils kontrolliert oder ein begrenztes Gebiet beherrscht, das der Staatsgewalt entglitten ist.

## Begrifflichkeit und Abgrenzung
Das Phänomen der Warlords bzw. Kriegsfürsten tritt in moderner Zeit insbesondere in durch Bürgerkriege geschwächten oder gescheiterten Staaten auf. Der aus dem Englischen entlehnte Begriff wurde zunächst zur Beschreibung militärischer Akteure im chinesischen Bürgerkrieg ab 1911 verwendet (als Lehnübertragung von chinesisch 軍閥 / 军阀, Pinyin jūnfá).
Im Englischen wird auch der aus der jüngeren deutschen Verfassungsgeschichte stammende deutschsprachige Begriff Kriegsherr mit dem englischen Wort Warlord übersetzt. Im Deutschen sind die beiden Begriffe Kriegsherr und Warlord jedoch nicht gleichbedeutend, sondern in der Regel streng zu unterscheiden. Kriegsherr bezeichnet in diesem Zusammenhang im Krieg den Oberbefehlshaber. Ein Ausnahmefall, in dem die Benennungen Warlord und Kriegsherr auch im Deutschen weitgehend austauschbar verwendet werden, ist die Geschichtsschreibung zum alten Kaiserreich China, in der die besonders seit der Zeit der Han-Dynastie auftretenden konkurrierenden lokalen Machthaber, Provinzfürsten und Kleinkönige oft unterschiedslos als „Kriegsherren“, „Kriegsfürsten“ oder (wohl beeinflusst durch die englischsprachige Historiographie) als „Warlords“ bezeichnet werden.
Der deutsche Begriff Kriegsherr kam in der Neuzeit in Gebrauch und etablierte sich in der jüngeren deutschen Verfassungsgeschichte als Bezeichnung für den legitimen Führer einer Kriegspartei. In der Regel wurde damit ein Landesherr in seiner Funktion als oberster Befehlshaber des Militärs bezeichnet. Meist fungierte als Kriegsherr ein Monarch, in manchen Reichsstädten wurden auch die Mitglieder des städtischen Kriegsamts als „Kriegsherren“ tituliert, so etwa im Heiligen Römischen Reich in Nürnberg. Bisweilen bezeichnete das Wort auch einen Heerführer, dem die Kriegführung als Untertan oder Beauftragten des Herrschers eigenverantwortlich übertragen wurde.
Der Kriegsherr unterscheidet sich von einem Feldherrn oder Heerführer insbesondere durch die Befugnis oder Ermächtigung, den Krieg zu erklären und gegebenenfalls durch Waffenstillstand oder Friedensschluss völkerrechtlich bindend wieder zu beenden. Ein Kriegsherr ist demnach gerade kein Warlord, dessen völkerrechtlich als illegitim betrachtete Stellung nur auf der Macht des Faktischen beruht. In der Bismarckschen Reichsverfassung wurde die staatsrechtliche Stellung des Kriegsherrn dem Deutschen Kaiser vorbehalten, der als Inhaber der höchsten Befehls- und Kommandogewalt (Oberbefehl) über die gesamten Streitkräfte des Deutschen Reiches als alleiniger souveräner Kriegsherr fungierte, während die deutschen Bundesfürsten mit der Reichsgründung auf die Befugnis, eigenständig Krieg führen zu können, verzichteten. Daher wurde der Kaiser bis zum Ende des Kaiserreichs als „Oberster Kriegsherr“ bezeichnet.

## Historische Beschreibung
Der Begriff Warlord wurde in dieser Bedeutung ursprünglich im Kontext der ersten chinesischen Republik (1912–1949) geprägt, in der weite Teile Chinas von konkurrierenden lokalen Machthabern kontrolliert wurden, die die Autorität der formell existierenden Zentralregierung in Nanjing nicht oder nur bedingt anerkannten. Gegen Ende der 1990er Jahre wurde der Begriff wiederbelebt und wird heute vor allem im Zusammenhang mit Krisenherden in Afrika und der Großregion Nahost-Mittelost (insbesondere Afghanistan) gebraucht.
Die Stellung eines Warlords beruht in der Regel nicht auf formellen Befugnissen, sondern auf der faktischen Möglichkeit, aufgrund der ihm geltenden Loyalität bewaffneter Verbände Macht bzw. Herrschaft auszuüben. Charakteristisch für die Herrschaft von Warlords ist eine hohe Instabilität, da es ihnen an Legitimität mangelt und sie aus diesem Grund in hohem Maße von temporären Machtkonstellationen und militärischen Erfolgen abhängig sind. Warlords sind daher oft in erster Linie auf die Kontrolle und Sicherung ihres lokalen Machtbereiches bedacht. Sie sind nicht mit „Feldherren“ oder Oberbefehlshabern eines regulären Heeres oder einer Armee gleichzusetzen.
Ein Warlord kann seine Position nur erreichen, wenn das Gewaltmonopol des Staates zumindest lokal zusammenbricht. Diese Situation tritt oft im Zusammenhang mit Bürgerkriegen auf. Auch ein Machtvakuum, etwa nach einem Putsch, einer Kriegsniederlage oder dem Abzug von Besatzungstruppen, kann Bedingungen schaffen, unter denen Warlords möglich werden. Bei Erfolg entwickeln sie sich unter Vernachlässigung der ursprünglich möglicherweise verfolgten politischen Ziele regelmäßig zu „Gewaltunternehmern“ (Georg Elwert). Elwert hat demgemäß das Aufkommen von Warlords unter dem Gesichtspunkt der Entstehung von „Gewaltmärkten“ in „zerfallenden Staaten“ untersucht.

### Erste chinesische Republik
Im China der Ersten Republik waren Warlords in der Regel im Beamtenapparat aufgestiegene Angehörige des niederen Landadels, die unter der Herrschaft der Nationalpartei (chin. Guomindang) als Gouverneure mehr oder weniger selbständig und mit eigener Hausmacht über Provinzen oder Teilgebiete Chinas herrschten. So herrschten z. B. Liu Wenhui über Sichuan, die Provinz, die sich östlich an Tibet anschließt, und der muslim-chinesische Hui-Gouverneur Ma Bufang über Amdo/Qinghai. Als eigentliche Periode der Warlords gelten die Jahre 1916–1927. Nach dem Tod des chinesischen Diktators Yuan Shikai zerfiel die Autorität der Zentralregierung dermaßen, dass sie faktisch auf die Kontrolle der Hauptstadt Peking beschränkt war. Derjenige Warlord, der Peking dominierte, stellte somit auch die Zentralregierung. Mit dem Nordfeldzug der Guomindang 1927 einigte Chiang Kai-shek das Land zwar formell unter der neuen nationalchinesischen Regierung in Nanjing. Faktisch wechselten aber viele Warlords einfach die Seiten, anstatt wirklich militärisch besiegt zu werden. Bis zu Beginn des Zweiten Japanisch-Chinesischen Krieges 1937 gelang es der Nationalregierung nur begrenzt, die lokalen Machthaber unter Kontrolle zu bringen. Diese reagierten auf derartige Versuche immer wieder mit Aufständen. Dem Warlord Zhang Xueliang, auch als „Junger Marschall“ bekannt, gelang es am 12. Dezember 1936 gar, den Staatspräsidenten Chiang Kai-shek zu entführen.

### Spätantike
In der neueren historischen Forschung werden von Autoren wie zum Beispiel Penny MacGeorge und Stuart Laycock im Rahmen der Betrachtung des zusammenbrechenden weströmischen Reichs in der ausgehenden Spätantike mehrere römische und nichtrömische Machthaber als Warlords bezeichnet. Mit diesem an sich anachronistischen Begriff soll vor allem zum Ausdruck gebracht werden, dass es sich nicht um rechtlich legitimierte, sondern rein auf faktische militärische Gewalthabung gestützte Herrschaftsausübung handelte. Diese Personen traten zudem nicht etwa als Gegenkaiser auf, sondern versuchten zumindest anfangs durchaus, sich in die Matrix der römischen Staatlichkeit einzuordnen, etwa indem sie den Rang eines Heermeisters beanspruchten.
Im 5. Jahrhundert kam es in Westrom aufgrund der zunehmenden Schwäche der kaiserlichen Zentralgewalt zur Etablierung von lokalen Machthabern, die auf militärische Macht gestützt in einzelnen Territorien des zusammenbrechenden Reiches Herrschaft ausübten. Darunter sind Römer wie Aegidius (gest. 464), Marcellinus (gest. 468) und Syagrius (~464 bis ~486) zu nennen, aber auch Nichtrömer wie Geiserich und Chlodwig, wobei letztere teils auch gleichzeitig als Heerkönige angesehen werden; hinzu kamen regionale Kleinkönige, die besonders in Britannien beträchtliche Bedeutung erlangten. Einigen von ihnen gelang es, nach dem Zusammenbruch Westroms stabile Reiche zu bilden: Aus diesen spätantiken „Warlords“ wurden schrittweise mittelalterliche Könige.
In der neueren althistorischen Forschung wird der Begriff teilweise auch für andere antike Militärbefehlshaber in der Zeit vor der Spätantike benutzt.

### Warlords in der Gegenwart
In der gegenwärtigen Diskussion bezeichnet Warlord eine Person, die militärische wie zivile Kontrolle über ein Territorium besitzt. Diese Kontrolle ist nicht politisch legitimiert, sondern gestützt auf bewaffnete Einheiten, die nur dem Warlord gegenüber loyal sind. Das Auftreten von Warlords ist besonders in gescheiterten Staaten häufig zu beobachten. Beispiele für von Warlords dominierte Länder in der jüngsten Geschichte sind Somalia (Mohammed Farah Aidid, Ali Mahdi Mohammed) seit 1991, Afghanistan, die Demokratische Republik Kongo, der Sudan (Mohammed Hamdan Daglo), Syrien und Libyen. Aber auch andere Länder der Dritten Welt kennen Warlords, wenn auch in geringerem Ausmaße.
Ein Warlord beherrscht als „Gewaltunternehmer“ und alleiniger Machtinhaber ein mehr oder weniger regional abgegrenztes Gebiet, das sich innerhalb eines Staatsgebietes befindet. Dies ist nur möglich, wenn der Zentralstaat einem Warlord Autonomie zugesteht oder vielmehr nicht in der Lage ist, das staatliche Gewaltmonopol gegenüber dem Warlord durchzusetzen. Darum findet man Warlords oft in Krisen- beziehungsweise Bürgerkriegsregionen. Die Rolle des Warlords ist stark männlich geprägt, in sehr seltenen Fällen sind aber auch weibliche Warlords belegt.
Einnahmen gewinnt ein Warlord beispielsweise durch Zölle für Waren, die sein Gebiet durchlaufen, oder durch andere Besteuerungen, die er (illegitim) verlangt. Manche Warlords werden auch von konventionellem Militär, wie der US-Army, unterstützt und geduldet.